# José Sánchez-Gavito
José Sánchez-Gavito (Tlapa, Guerrero, 1887-México, 1954) fue un compositor de música e ingeniero en minas mexicano. Desarrolló toda su actividad artística en Europa. Fue un músico especializado en lied. Premio Nacional de Música en España en 1934.

## Biografía
Nació en 1887 en el seno de una familia española de origen asturiano y dueña de una fábrica de hilados y tejidos. Al poco de nacer se trasladan a Puebla, donde pasa sus primeros años. A los 7 años fallece su padre y envían a José a Asturias, España. Tres años más tarde, en 1897, viaja a Suiza e ingresa en la Escuela Chatelaine en Pregni. Posteriormente, realiza estudios de Ingeniería Eléctrica y de Minas en Lovaina la Vieja, Bélgica; ya para entonces se supone que había iniciado sus estudios en piano y composición mostrando sus dotes para la música.
Alrededor de 1900 estudia en París con Jules Massenet. En 1909 compone su primer cuaderno de lieder, "De ayer". En 1914 escribe el segundo cuaderno con el mismo título.En ese mismo año contrae matrimonio con María Luisa Perdomo Guzmán. Ella está igualmente conectada a la música, al ser prima del musicólogo y pianista Joaquín Nin Castellanos, padre del también compositor Joaquín Nin-Culmell y de la escritora Anaïs Nin. La pareja se traslada a vivir a Bruselas hasta que estalla la Primera Guerra Mundial, momento en el cual deciden trasladar su residencia a Madrid. Allí habitan una casa en el Viso, al sur de la capital. En este periodo nacen sus tres hijas: Teresa, que luego será una reconocida pintora; Paloma, que desarrollará una carrera científica; e Isabel que será pianista.
En Madrid se relaciona con el mundo literario, diplomático y artístico. En su casa son frecuentes las tertulias con personajes ilustres de la época: Joaquín Turina, Joaquín Rodrigo, José Cubiles, Manuel Machado, Facundo de la Viña, Adolfo Salazar, Conrado del Campo, Enrique Díez Canedo, García Mercadal, Eugenio D'Ors y otros.
En 1934 gana el Premio Nacional de Música de España con su obra Los días inútiles, otro cuaderno de seis lieder. Este y otros trabajos también fueron premiados en concursos de música. Poco antes de morir y ya muy enfermo vende su casa de Madrid y regresa a México con su esposa e hija pequeña, Isabel. En el traslado abandona su biblioteca. Muere en México en 1954, a los 67 años de edad.
Se ha encontrado su obra registrada en la Sociedad General de Autores y Editores (SGAE) de España y ediciones de su música en la Biblioteca Nacional de España, en la Biblioteca Real Conservatorio Superior de Música de Madrid (RCSMM), el Conservatorio Municipal de Música de Barcelona y el Archivo Vasco de la Música (ERESBIL).

## Obras
- French Bar (piano solo).
- Toujour a Toi (voz y piano).
- Fichez-moi...la Paix! (voz y piano).
- White-Flyer (piano solo).1909.
- Mon petit coeur (Valse-piano solo).
- De ayer- 6 lieder, primer cuaderno.1909.
- De ayer- 6 lieder, segundo cuaderno. 1914.
- Los días inútiles- 5 lieder, Premio Nacional de Música- 1934.[6]
- Boda de Príncipes- Opereta.1936-1946.
- Suite de Valses 1, 2 y 3.(Piano solo). 1945.
- Tríptico de Návidad (Para pequeña orquesta y voces de niños y mujeres)-1946.
- Canciones Nobles, primer cuaderno.1950.
- Canciones Nobles, segundo cuaderno. 1954.